# Roederer-Kopfhaltung
Die Roederer-Kopfhaltung ist eine Haltungsanomalie, hierbei wird der kindliche Kopf unter Geburt bereits im Beckeneingang zur Überwindung eines Geburtshindernisses vorzeitig gebeugt. Der geburtsmechanisch wirksame Umfang (Circumferentia fronto-occipitalis) wird von ca. 35 cm auf ca. 32–33 cm verringert (Circumferentia suboccipitobregmatica).
Sie wurde benannt nach Johann Georg Roederer (1726–1763) einem deutschen Mediziner und ersten Dozenten für Geburtshilfe und Professor medicinae extraordinaro an der Klinik für Gynäkologie und Geburtshilfe an der Georg-August-Universität Göttingen.

## Häufigkeit
Genaue Angaben sind nicht verfügbar, die Roederer-Kopfhaltung wird jedoch in der Praxis sehr häufig beobachtet.

## Ursachen
- Mütterliche Ursache: Es können eine Dystokie im unteren Uterinsegement, ein allgemein vereengtes Becken, Myome oder Tumore im kleinen Becken oder ein Missverhältnis zwischen mütterlichem Becken und kindlichem Kopf vorliegen.
- Die Ursachen beim Kind kann an einer ungünstigen Kopfform liegen, beispielsweise einem verstärkten Langkopf, durch die eine Anpassung an das mütterliche Becken nur schwer möglich ist. Missbildungen, wie ein Anenzephalus, sind auch möglich.

## Diagnostik
- durch eine innere Untersuchung: die kleine Fontanelle hat bereits im Beckeneingang die Führung übernommen
- 3. und 4. Leopold-Handgriff: Anstelle des regelrecht im queren Durchmesser eingestellten Kopfes, ist das schmale Hinterhaupt oder das ebenfalls schmale Gesicht zu tasten
- ergänzend kann eine anatomische und funktionale Beckendiagnostik durchgeführt werden

## Besonderheit
Die Prognose ist allgemein gut. Die Roederer-Kopfhaltung kann jedoch auch mit anderen Regelwidrigkeiten im Geburtsverlauf kombiniert sein, beispielsweise mit dem hohen Geradstand. Verbleibt der Kopf über 2 Stunden bei guter Wehentätigkeit in diese Haltung und ist kein Geburtsfortschritt zu verzeichnen, besteht die Indikation für einen Kaiserschnitt.

## Therapie
- Ausreichende Analgesie der Mutter, zur Überwindung des eventuell bestehenden Spasmus der Muskulatur.
- Lagerung auf der Seite der kleinen Fontanelle, bzw. auf der Seite des kindlichen Rückens, um ein Tiefertreten des Kopfes zu unterstützen.

## Komplikationen
Erweist sich der Beckeneingang als unüberwindliches Hindernis, kann es zu einer anderen Einstellungs- und  Haltungsanomalie kommen. In seltenen Fällen kann es zu einem Nabelschnurvorfall (da der Kopf bei einem Blasensprung nicht optimal abdichtet) oder zu einem Sauerstoffmangel beim Kind kommen.